# 索巴京
48°19′9″N 22°59′56″E / 48.31917°N 22.99889°E
索巴京（烏克蘭語：Собатин）是烏克蘭西部的村莊，隸屬外喀爾巴阡州的胡斯特區。該村面積0.9平方公里，海拔高度257米，2001年人口799，人口密度每平方公里890人。